# Montmeyan
Montmeyan (okzitanisch Montmeian) ist eine französische Gemeinde mit 595 Einwohnern (Stand 1. Januar 2022) im Département Var in der Region Provence-Alpes-Côte d’Azur. Sie gehört zum Arrondissement Brignoles und zum Kanton Flayosc.
Nachbargemeinden sind Quinson im Norden, Artignosc-sur-Verdon im Nordosten, Régusse im Osten, Sillans-la-Cascade im Südosten, Fox-Amphoux im Süden, Tavernes im Südwesten, La Verdière im Westen und Saint-Julien im Nordwesten.

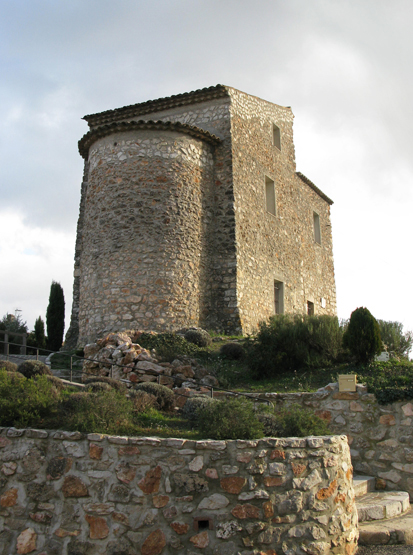
Ehemalige Kapelle Saint-Esprit

## Bevölkerungsentwicklung
| 1962 | 1968 | 1975 | 1982 | 1990 | 1999 | 2006 | 2011 | 2012 | 2016 | 2019 |
| ---- | ---- | ---- | ---- | ---- | ---- | ---- | ---- | ---- | ---- | ---- |
| 259  | 408  | 387  | 299  | 380  | 399  | 530  | 577  | 592  | 561  | 533  |

## Persönlichkeiten
- Victor Nicolas (1906–1979), französischer Bildhauer
- Roger Taillefer (1907–1999), französischer Widerstandskämpfer